# 野々市工大前駅
野々市工大前駅（ののいちこうだいまええき）は、石川県野々市市本町二丁目にある、北陸鉄道石川線の駅である。駅番号はI06。

## 歴史
1915年（大正4年）6月22日、石川電気鉄道（後の石川鉄道）の新野々市駅（現在の新西金沢駅） - 鶴来駅開業時に上野々市駅（初代、2代目は現在の野々市駅）を開設したが、1920年（大正9年）3月1日に廃止となっている。

### 年表
- 1931年（昭和6年）8月11日：金沢電気軌道石川線の野々市駅 - 馬替駅間に、上野々市駅として開業[1][2][3]。
- 1943年（昭和18年）10月13日：北陸鉄道（現法人）設立に伴い、同社の石川線の駅となる[5][6]。
- 1963年（昭和38年）4月11日：駅名を工専前駅に改称[2]。
- 1966年（昭和41年）9月15日：駅名を野々市工大前駅に改称[2]。
- 1983年（昭和58年）4月1日：無人化（ただし、1990年代後半までは朝のラッシュ時のみ配置されていた）[2]。

## 駅構造
単式ホーム1面1線を持つ地上駅で無人駅である。駅舎隣には富樫館跡の石碑が建てられている。

## 駅周辺
- 冨樫館跡の碑（実際の冨樫館跡から約400m離れている）
- 金沢工業大学[1]
- 国際高等専門学校
- 金沢福祉専門学校
- 野々市市中央公民館
- マルエー 久安店

## 利用状況
「野々市市統計書」によると、近年の1日平均乗降人員は以下のとおり。
| 年度               | 1日平均 乗降人員 | 出典               |
| ------------------ | ---------------- | ------------------ |
| 1996年（平成08年） | 680              |                    |
| 1997年（平成09年） | 703              |                    |
| 1998年（平成10年） | 583              |                    |
| 1999年（平成11年） | 555              |                    |
| 2000年（平成12年） | 485              | [ 野々市市統計 3 ] |
| 2001年（平成13年） | 470              | [ 野々市市統計 3 ] |
| 2002年（平成14年） | 503              | [ 野々市市統計 3 ] |
| 2003年（平成15年） | 542              | [ 野々市市統計 3 ] |
| 2004年（平成16年） | 538              | [ 野々市市統計 3 ] |
| 2005年（平成17年） | 542              | [ 野々市市統計 4 ] |
| 2006年（平成18年） | 524              | [ 野々市市統計 4 ] |
| 2007年（平成19年） | 504              | [ 野々市市統計 4 ] |
| 2008年（平成20年） | 537              | [ 野々市市統計 4 ] |
| 2009年（平成21年） | 460              | [ 野々市市統計 4 ] |
| 2010年（平成22年） | 522              | [ 野々市市統計 5 ] |
| 2011年（平成23年） | 519              | [ 野々市市統計 5 ] |
| 2012年（平成24年） | 499              | [ 野々市市統計 5 ] |
| 2013年（平成25年） | 542              | [ 野々市市統計 5 ] |
| 2014年（平成26年） | 522              | [ 野々市市統計 5 ] |
| 2015年（平成27年） | 523              | [ 野々市市統計 6 ] |
| 2016年（平成28年） | 566              | [ 野々市市統計 6 ] |
| 2017年（平成29年） | 552              | [ 野々市市統計 6 ] |
| 2018年（平成30年） | 579              | [ 野々市市統計 6 ] |
| 2019年（令和元年） | 513              | [ 野々市市統計 6 ] |
| 2020年（令和02年） | 260              | [ 野々市市統計 7 ] |
| 2021年（令和03年） | 243              | [ 野々市市統計 1 ] |
| 2022年（令和04年） | 353              | [ 野々市市統計 1 ] |
| 2023年（令和05年） | 377              | [ 野々市市統計 1 ] |

## バス路線
駅付近に「工大前駅」バス停があり、野々市市コミュニティバス「のっティ」中央ルートが停車する。

## 隣の駅
北陸鉄道
■石川線
野々市駅 (I05) - 野々市工大前駅 (I06) - 馬替駅 (I07)

#### 本文中の出典
1. 1 2 3 4 5  川島 2010, p. 81.
2. 1 2 3 4 5  寺田 2013, p. 246.
3. 1 2  今尾恵介『日本鉄道旅行地図帳 6号 北信越』新潮社、2008年、pp.28-29。
4. ↑  「地方鉄道停車場廃止」『官報』1920年2月25日（国立国会図書館デジタル化資料）
5. ↑  朝日 2011, p. 19.
6. ↑  寺田 2013, p. 245.
7. ↑  川島 2010, p. 11.
8. ↑  “富樫館跡の石碑”.   ののいち歴史探訪. 2013年8月3日閲覧。
9. ↑  “野々市市観光マップ 富樫館跡”.   野々市市文化課 (2015年4月1日). 2021年10月3日閲覧。
10. ↑  “コミュニティバスのっティ時刻表”.   野々市市. 2021年8月19日閲覧。

#### 利用状況の出典
野々市市統計書
1. 1 2 3 4  “野々市市統計書 令和5年度版 (4)北陸鉄道石川線各駅乗降客数（1日平均）” (pdf).   野々市市. p. 85 (2024年12月). 2025年2月1日時点のオリジナルよりアーカイブ。2025年2月1日閲覧。
2. ↑  統計でみる野々市 - 野々市市
3. 1 2 3 4 5  野々市町統計書 平成17年度版 北陸鉄道石川線野々市工大前駅乗降客数（1日平均）  (Microsoft Excelの.xls)、野々市町、2021年08月19日閲覧
4. 1 2 3 4 5  野々市町統計書 平成22年度版 北陸鉄道石川線各駅乗降客数（1日平均）  (Microsoft Excelの.xls)、野々市町、2021年08月19日閲覧
5. 1 2 3 4 5  野々市市統計書 平成27年版 北陸鉄道石川線各駅乗降客数（1日平均）  (Microsoft Excelの.xls)、野々市町、2021年08月19日閲覧
6. 1 2 3 4 5  野々市市統計書 令和元年版 北陸鉄道石川線各駅乗降客数（1日平均） (PDF) 、野々市町、2021年08月19日閲覧
7. ↑  “野々市市統計書 令和2年度版 (4)北陸鉄道石川線各駅乗降客数（1日平均）” (pdf).   野々市市. p. 85. 2022年3月8日時点のオリジナルよりアーカイブ。2022年9月2日閲覧。